# Athecocyclina
Athecocyclina, en ocasiones erróneamente denominado Athenocyclina,  es un género de foraminífero bentónico de la familia Asterocyclinidae, de la superfamilia Nummulitoidea, del suborden Rotaliina y del orden Rotaliida. Su especie tipo es Discocyclina cookei. Su rango cronoestratigráfico abarca el Eoceno.

## Clasificación
Athecocyclina incluye a las siguientes especies:
- Athecocyclina cookei †
- Athecocyclina stephensoni †